# Bathyplectes crassifemoralis
Bathyplectes crassifemoralis là một loài tò vò trong họ Ichneumonidae.